# Rotylenchoides brevis
Rotylenchoides brevis är en rundmaskart. Rotylenchoides brevis ingår i släktet Rotylenchoides och familjen Hoplolaimidae. Inga underarter finns listade i Catalogue of Life.